# Henri Deloge
Pour les articles homonymes, voir Deloge.

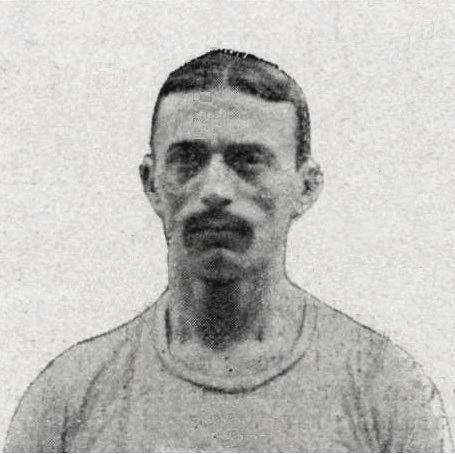
Henri Deloge en 1899.

Henri Deloge, né le 21 novembre 1874 à Saint-Mandé et mort le 27 décembre 1961 à Bourg-la-Reine, est un athlète français de demi-fond et de fond du Racing Club de France, double médaillé d'argent aux Jeux olympiques de 1900 à Paris et détenteur de six titres dans le championnats de France d'athlétisme.
Il termine second du 1 500 mètres des Jeux olympiques de 1900 à Paris en 4 min 6 s 6 juste derrière le Britannique Charles Bennett qui établit le record du monde de la distance en 4 min 6 s 2. Il remporte une nouvelle médaille d'argent dans le 5 000 m par équipe.
En 1900, il devient le premier athlète français à passer sous la barre des deux minutes pour parcourir le 800 mètres, avec un temps de 1 min 59 s. Il est aussi recordman de France du kilomètre en 1900 (2' 36" 8/10) et 1901 (2' 36" 4/10).
En 1900 et en 1901, il améliore le record du monde du 1000 mètres, respectivement en 2 min 36 s 8 et en 2 min 36 s 4.
La compétition terminée, il occupe dès 1905 un poste à responsabilités dans une maison de fourrures.

## Lien externe

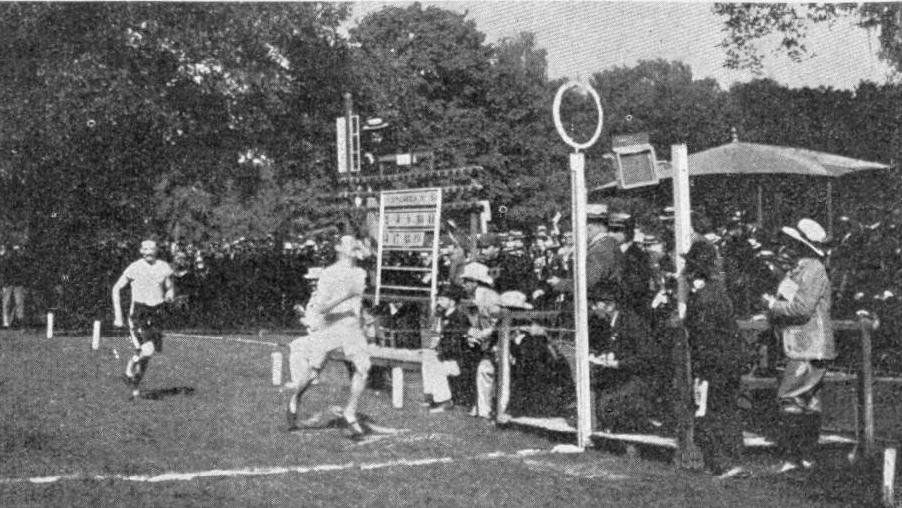
Arrivée du 1500 mètres plat des JO 1900, Charles Bennett (Anglo Amateur Athlétic Association) bat Henri Deloge (Racing Club de France), en améliorant la meilleure performance mondiale.

## Palmarès

### Championnats de France
- Champion de France du 800 mètres: 1900
- Champion de France du 1500 mètres: 1899, 1900, 1901 et 1902
- Champion de France du 4000 mètres steeple: 1899[3]
- Vice-champion de France de cross-country en 1900 (troisième en 1901).

### Prix Cornélius Roosevelt
- 1899, 1900 et 1901 (3 miles du RCF)

### Prix François Gondrand
- 1899 (sur 15 kilomètres, individuellement et par équipe avec Champion et Pican, eux aussi du RCF)[4], et 1901 (sur une heure)

### Rencontre South-London Harriers / RCF
- 1902 (juillet): victoire sur le mile

### Jeux olympiques d'été
- Jeux olympiques de 1900 à Paris ( France)
  -  Médaille d'argent sur 1 500 m
  -  Médaille d'argent sur 5 000 m par équipe
  - 4e sur 800 m